# Chlorion consanguineum
Chlorion consanguineum är en biart som först beskrevs av Kohl 1898.  Chlorion consanguineum ingår i släktet Chlorion och familjen grävsteklar. Inga underarter finns listade i Catalogue of Life.